# Село имени Ленина (Джалал-Абадская область)
Имени Ленина (кирг. Ленин) — село в Тогуз-Тороуском районе Джалал-Абадской области Кыргызстана. Входит в состав Тогуз-Тороуского айылного аймака.

## География
Село расположено в восточной части области, на левом берегу реки Нарын, у восточной окраины села Казарман, административного центра района.

## Население
Согласно оценочным данным Национального статистического комитета Кыргызской Республики, численность населения села на начало 2023 года составляла 3371 человек.
| год     | 2009 | 2014 | 2015 | 2020 | 2021 | 2023 |
| ------- | ---- | ---- | ---- | ---- | ---- | ---- |
| человек | 2274 | 2737 | 2858 | 3320 | 3423 | 3371 |